# 维诺那计划
维诺那计划（英語：Venona project）是美国和英国的情报机构联手合作进行的一项长期的的秘密情报收集和分析任务，目的在截获和破译苏联情报机关（大部分在二战期间）所发出的消息。美英两国的情报机关（其中包括美国国家安全局）先后使用过13个代号来代表这一计划，最后使用的代号叫做“维诺那”。“维诺那”这个代号没有任何实际含义（在国家安全局解密文档中，“维诺那”用大写字母来表示，但是小写的写法通常为大众所用）。
在冷战开始的头几年中，维诺那计划是由西方军事部门领导的用于收集苏联情报机构信息的一个计划。尽管它并不为公众所知，甚至对罗斯福和杜鲁门总统都保密，这个计划对于冷战早期的一系列重大事件有着重要的影响。这包括罗森堡夫妇间谍案以及唐纳德·麦克莱恩和盖伊·伯吉斯叛逃苏联一事。
维诺那计划所涉及的大部分信息是在1942年到1945年之间被截获并开始着手破译的。在1945年的某个时候，维诺那计划的存在被苏联警察机构内务人民委员部和其安插在美国军方情报分析和破译机构SIGINT的间谍、密码分析和破译专家比尔·维斯班德（Bill Weisband）所泄漏。这些被截获的信息在1946年早些时候被一点一点的破译，从此以后破译工作一直没有中断，直到1980年当维诺那计划被正式宣布终止，但是计划中所剩余的工作并没有因此被放弃，而是合并到其他的更加重要的项目中去。
到底有多少人和苏联情报机构有关系一直是人们争论的话题。很多学术界的人士和历史学家相信维诺那计划中所涉及到的人不是苏联方面的职业间谍就是苏联情报机构所雇佣的间谍，但是也有一些人认为计划中的很多人并没有恶意，不应算作有罪。

## 背景
维诺那计划开始于1943年，在军方情报部门（G-2）领导卡特·克拉克（Carter W. Clarke）命令下成立。克拉克并不信任斯大林，认为斯大林很可能会秘密的和第三帝国签订和平协议，这样德国人就可以放出手来对付西边的美国和英国联军。美国军方的情报机构（即阿灵顿厅）的人分析了已经破译出来的由英、美、澳大利亚监听机构所截获的二战中和二战刚刚结束后的大量苏联高层外交情报信息。
这些被截获的消息，有一些是被一种叫做一次性密码本的方法加密的，从1940年早些时候开始，数百名密码分析师在一个相对保密的地方持续的分析和解密这些信息，这项工作一直持续了40年的时间。因为苏联人所犯下的一系列致命错误，使得这些加密信息存在一些漏洞，这使得破译这些信息变得可能。这个漏洞是由于苏联秘密通讯部门的工作人员重复使用了一次性密码本，这样就使得一次性密码本部分失效。因为一次性密码本的基本原则就是只使用一次，然后必须抛弃，这样才会提供足够的安全性和不可破译性（然而苏联人却把同一个密码本使用了2次以上）。现在还不知道是谁以及为什么他会犯下如此致命的错误。

## 破译
苏联人一般会把词和字母变成数字，再用一次性密码本中的数字来加密信息。当正确使用这种方法的时候，一次性密码本是不可破译的。但是美国和英国的密码专家发现苏联人不正确的重复使用了一次性密码本（当然不是整本，而是某些部分被重复使用），这就使得解密一部分的信息变得可能。
一般地说来，按照一次性密码本来加密信息是一项很慢的并且工作量巨大的工序，在1941年爆发的苏德战争使得加密信息的工作量突然大增。很可能是苏联密码制造部门为了赶得上进度而不得不偷懒复制了一部分一次性密码本。
最开始的时候，在美国军事情报局工作的里查德·哈洛克（Richard Hallock），当时负责分析截获的苏联“贸易”信息（因为这些信息都是和苏联商贸有关的），哈洛克首先发现苏联人正在重复的使用密码本。哈洛克和他的同事吉纳维芙·费因斯泰因（Genevieve Feinstein）、塞西尔·菲利普斯（Cecil Phillips）、弗兰克·刘易斯（Frank Lewis）、弗兰克·瓦纳特（Frank Wanat）、露西尔·坎贝尔（Lucille Campbell）等继续深入挖掘其他的一些重要的“贸易”信息，发现并且建立了许多一次性密码本的对应表。

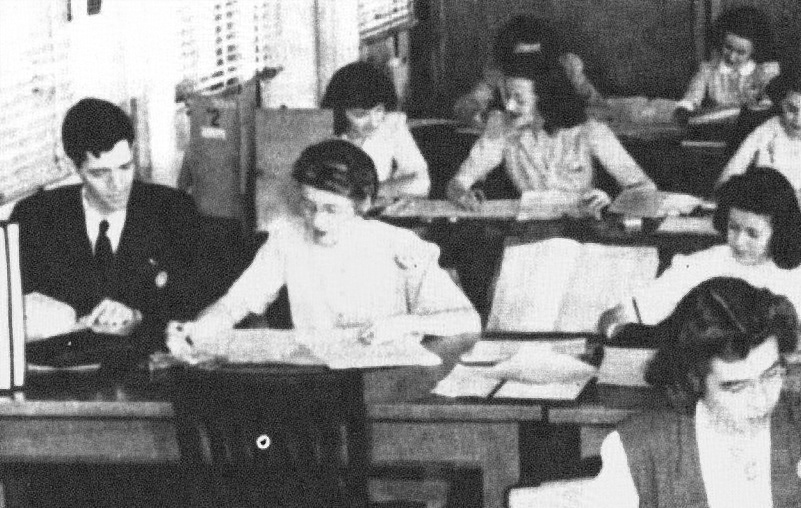
梅雷迪思·加德纳（左）与许多女性破译员

然后一个名叫梅雷迪思·加德纳（Meredith Gardner）的天才年轻人开始使用这些已经发现的信息——通过重新组合那些把文字变成数字的密码——试图破译苏联情报机关NKVD（后来被称为格鲁乌）的信息。在这一过程中塞缪尔·周（Samuel Chew）和塞西尔·菲利普斯也做出了卓越的贡献。在1946年12月20日，加德纳破译了第一份信息，揭示了苏联情报机关间谍在曼哈顿工程中的成功渗透。维诺那计划所揭示的信息还包括：苏联间谍在美国华盛顿国务院、财政部、战略情报局、甚至白宫中的大批渗透。慢慢的，随着不同类型的新技术被用于信息的分析，越来越多的密码被破译出来。
从盗取的苏方密码本（芬兰人得到的一本没有被完全烧毁的密码本）和大使馆中的打字机窃听器（一种通过分析打字机键盘敲击声确定按键字母的窃听器）所得到的信息可以还原大部分明文信息。不过这些很少在公开的文字资料上看到。
美国国家安全局提到在早期阶段他们所得到的很重要的帮助来自于日本和芬兰的密码专家；当美国人在二战时破译了日本人的密码之后，他们变相得到了日本的帮助。美国联邦调查局（FBI）从苏方办公室中盗取的信号信息也非常有用。芬兰的无线信号情报机构在1944年的北极星行动中出售了大量和苏联有关的情报信息，其中包括那个被部分烧毁的苏联密码本。

## 结果
美国国家安全局报告说根据维诺那计划所显示的电报索引，苏联方面发送过几千条信息，但是只有一部分被破译。大概有2200条信息被成功破译并且被翻译出来；大概50%的驻华盛顿的格鲁乌-海军（GRU-Naval Washington）和莫斯科的通信消息被破译。但是其他的年份则没有这么好的运气，虽然在1941年至1945年间有数千条消息被发送。NKVD电报被破译的比率如下：
- 1942年：1.8%
- 1943年：15.0%
- 1944年：49.0%
- 1945年：1.5%

在这些成成千上万的被加密的通信信息中间，大概只有不超过3000条消息被部分或者全部破译出来。所有重复使用的一次性密码本都是在1942年被制造出来的，在1945年底之前，他们全部被使用了一遍，直到1948年这些密码仍然被小范围的使用过。在这之后，苏联方面彻底更换了密码系统，变得不可破解。
苏联方面获悉维诺那计划的存在是在他们的第一份密码被成功破译几年之后的事情了。现在还不清楚苏联方面知道多少自己的消息被成功破译。至少一名苏方的渗透间谍，英国秘密情报局驻美国的代表金·费尔比，曾经在1949年被告知这个计划的存在，而他的工作是联络美国和英国的情报机构。这个时候所有的有重复的一次性密码本都已经被使用了一遍，可是苏联方面显然在得知维诺那计划的存在之后没有对他们的加密过程做任何的改变。然而，这个走漏的消息显然会促使苏联方面通知他们潜伏的间谍他们将会面临密码被破译而带来的危险。

## 重要性
在一次性密码本被重复使用的这段时间内，被解密的信息成为了洞察苏联方面动向的极好的方式。随着第一批信息被解密，维诺那计划揭示了苏联间谍的在洛斯阿拉莫斯国家实验室的存在。随着情报一点点地被破译，美国、加拿大、澳大利亚和英国政府部门的苏联间谍纷纷浮出水面，包括克劳斯·富克斯、阿兰·努恩·梅（Alan Nunn May）和唐纳德·麦克莱恩，麦克莱恩是剑桥五杰之一，其他人则工作在华盛顿的国务院、财政部、战略情报局甚至白宫。
破译信息显示美国和其他西方国家最早被苏联间谍组织作为重点渗透对象是在1942年。这其中被发展为间谍的人员有罗森堡夫妇、阿尔杰·希斯、位居美国财政部第二把交椅的哈里·德克斯特·怀特、罗斯福总统的个人助理劳克林·柯里、战略情报局的部门领导莫里斯·哈尔珀林（Maurice Halperin）。
要在维诺那计划的文件中确定每一个人的身份有时是很困难的，因为这些和苏联情报机构有“秘密联系”的人都是用代号来称呼。更麻烦的是同一个人在不同的时间有时候会有不同的代号，同一个代号在不同的时间会被用在不同的人身上。在一些案例中，比如阿尔杰·希斯，在维诺那代号和其真实姓名之间的匹配一直是附有有争议的。在很多其他的案例中，维诺那代号甚至不代表任何人。根据作家约翰·厄尔·海因斯（John Earl Haynes）和哈维·克莱尔（Harvey Klehr）的研究，维诺那文件标识出了大概349个和苏联情报机构有关系的个体，但是只有不到一半的人被最终确认其真实的身份。
在中央情报局的前身战略情报局中，一段时间内甚至潜伏着15至20名苏联间谍。邓肯·李（Duncan Lee）、唐纳德·惠勒（Donald Wheeler）、简·福斯特·兹拉托斯基（Jane Foster Zlatowski）和莫里斯·哈尔珀林都曾经向莫斯科传递过情报。战时生产委员会、战时经济委员会（Board of Economic Warfare）、美洲事务协调组织（Coordinator of Inter-American Affairs）和战争信息办公室，所有这些政府部门的雇员当中都有超过20多人的苏联间谍和他们的的眼线。在一些人的观点中，差不多每一个重要的美国军事、外交机构都不同程度的被苏联间谍机构所渗透。

## 案例
维诺那计划对一些间谍案件所起的作用，有一些是毫无争议的证据，但是有一些却使得事情变得有些模糊。有一些已经暴露的间谍，比如西奥多·霍尔，并没有被起诉也没有被公开，因为维诺那的证据不是公开收集的。
代号为“19”的苏联间谍始终没有被搞清楚是什么人。根据英国作家奈杰尔·韦斯特（Nigel West）的观点，他是捷克斯洛伐克流亡政府的爱德华·贝奈斯。军事历史学家爱德华·马克（Eduard Mark）和美国作家赫伯特·罗墨斯坦（Herbert Romerstein）、埃里克·布赖因德尔（Eric Breindel）推断“19”是罗斯福总统的亲密助手哈里·霍普金斯。根据美国作家约翰·厄尔·海因斯和哈维·克莱尔的推断，“19”应该是来自于1943年英国派驻华盛顿会议的一名代表。

### 罗森堡夫妇
维诺那计划所揭示的情报成为了罗森堡夫妇间谍案中最坚实的证据，其清楚的显示朱利叶斯·罗森堡明确无误的犯有间谍罪，但是同时也显示艾瑟尔·罗森堡很可能只是从犯。从维诺那以及其他渠道所收集到的情报显示朱利叶斯的原子弹间谍活动中所起的作用可能并不像所宣称的那样重要，但是在其他的一些军事和科技领域，其所起的作用是巨大的。罗森堡帮助向苏联传递的情报包括：近接信管技术、洛克希德公司P-80喷气发动机的详细设计和制造图纸，以及从艾默生无线电公司（Emerson Radio）窃取的上千份经过分类的技术资料。维诺那所显示的证据表明有一个至今没有被搞清楚身份的代号为“Quantum”和“Pers”的人帮助从曼哈顿工程中向苏联传递了核武器的研制资料。

### 阿尔杰·希斯与哈里·德克斯特·怀特
根据莫伊尼汉保密委员会（Moynihan Commission on Government Secrecy）的资料，希斯和怀特的同谋间谍行为是由维诺那计划所揭示的情报确定的。丹尼尔·帕特里克·莫伊尼汉在其1998年的书中，他表达了希斯是一名苏联间谍的非常确定的观点，他写道“希斯毫无疑问的是一名苏联间谍，莫斯科把他当作一名非常重要的宝贵的财产”。但同时也有一些作家认为维诺那对希斯的证据还是不够充分。

### 唐纳德·麦克莱恩与盖伊·伯吉斯
当金·费尔比在1949年得知维诺那计划的时候，他敏锐地感觉到他的苏联间谍伙伴唐纳德·麦克莱恩和盖伊·伯吉斯面临暴露的危险。FBI告诉费尔比一个代号为“Homer”的间谍在1945年发送给莫斯科的密电被成功破译。密电是从纽约发出的，密电内容是驻华盛顿的英国大使馆的信息，费尔比马上推断出密电是由麦克莱恩发出的，他现在住在伦敦（费尔比并不知道麦克莱恩的代号）。在1951年早些时候，费尔比知道美国情报机构很快就会发现麦克莱恩就是密电发送者，他建议麦克莱恩立即设法召回国内。这导致麦克莱恩和伯吉斯在1951年5月叛逃苏联。

### 引用
1. ↑  
Andrew, Christopher. . Harper Perennial. 1996.
2. ↑  "How VENONA was Declassified", Robert L. Benson, Symposium of Cryptologic History; October 27, 2005.
3. ↑  "Tangled Treason", Sam Tanenhaus, The New Republic, 1999.
4. ↑  .   [2012-11-06]. （原始内容存档于2009-04-14）.
5. ↑  Tales from decrypts. The Nation, 28 October 1996, pp. 5-6.
6. ↑  Schrecker, Ellen. .   [2006-06-27]. （原始内容存档于2017-05-15）.
7. ↑  
Benson, Robert L. . National Security Agency.   [2006-06-18]. （原始内容存档于2004-04-30）.
8. ↑  Yuri Modin, My Five Cambridge Friends, 1994, Ballantine Books, ISBN 0-374-21698-3, p. 194
9. ↑  Why Are One-Time Pads Perfectly Secure? 的存檔，存档日期2008-05-16.
10. ↑  Daniel Patrick Moynihan, Chairman. . United States Government Printing Office. 1997  [2006-06-18]. （原始内容存档于2021-03-08）.
11. ↑  
Haynes, John Earl and Klehr, Harvey. . Yale University Press. 2000: 55. ISBN 0-300-08462-5.
12. ↑  
Moynihan, Daniel Patrick. . Yale University Press. 1998: 54. ISBN 0-300-08079-4.  "these intercepts provided...descriptions of the activities of precisely the same Soviet spies who were named by defecting Soviet agents Alexander Orlov, Walter Krivitsky, Whittaker Chambers, and Elizabeth Bentley."
13. ↑  
Commission on Protecting and Reducing Government Secrecy.  (PDF). Report of the Commission on Protecting and Reducing Government Secrecy. VI; Appendix A. U.S. Government Printing Office: A–27.   [2006-06-26]. （原始内容 (PDF)存档于2011年5月4日）. "Thanks to successful espionage, the Russians tested their first atom bomb in August 1949, just four years after the first American test. As will be discussed, we had learned of the Los Alamos spies in December 1946—December 20, to be precise. The U.S. Army Security Agency, in the person of Meredith Knox Gardner, a genius in his own right, had broken one of what it termed the Venona messages—the transmissions that Soviet agents in the United States sent to and received from Moscow."
14. ↑  
Commission on Protecting and Reducing Government Secrecy.  (PDF). Report of the Commission on Protecting and Reducing Government Secrecy. VI; Appendix A. U.S. Government Printing Office: A–7.   [2006-06-26]. （原始内容 (PDF)存档于2011年5月4日）. "KGB cables indicated that the Office of Strategic Services (OSS) in World War II had been thoroughly infiltrated with Soviet agents."
15. ↑  
Benson, Robert L. . National Security Agency.   [2006-06-26]. （原始内容存档于2004-04-30）.
16. ↑  
 (PDF). National Security Agency.   [2006-06-26]. （原始内容 (PDF)存档于2014-06-19）. "Currie, known as PAZh (Page) and White, whose cover names were YuRIST (Jurist) and changed later to LAJER (Lawyer), had been Soviet agents since the 1930s. They had been identified as Soviet agents in Venona translations and by other agents turned witnesses or informants for the FBI and Justice Department. From the Venona translations, both were known to pass intelligence to their handlers, notably the Silvermaster network."
17. ↑  
Warner, Michael. . Central Intelligence Agency Publications. 2000  [2006-06-27]. （原始内容存档于2006-06-29）. "Duncan C. Lee, Research & Analysis labor economist Donald Wheeler, Morale Operations Indonesia expert Jane Foster Zlatowski, and Research & Analysis Latin America specialist Maurice Halperin, nevertheless passed information to Moscow." For title page to book, see here[永久]
18. ↑  Moynihan, Daniel Patrick. . Yale University Press. 1998: 54. ISBN 0-300-08079-4. "In these coded messages the spies' identities were concealed beneath aliases, but by comparing the known movements of the agents with the corresponding activities described in the intercepts, the FBI and the code-breakers were able to match the aliases with the actual spies."
19. ↑  
Haynes, John Earl and Klehr, Harvey. . Yale University Press. 2000: 12. ISBN 0-300-08462-5.
20. ↑  
Warner, Michael. . Central Intelligence Agency Publications. 2000  [2006-06-26]. （原始内容存档于2006-06-29）.
21. ↑  
Peake, Hayden B. . Naval War College Review, Summer 2000, Vol. LIII, No. 3.   [2006-06-26]. （原始内容存档于2006-06-18）. "Venona makes absolutely clear that they had active agents in the U.S. State Department, Treasury Department, Justice Department, Senate committee staffs, the military services, the Office of Strategic Services (OSS), the Manhattan Project, and the White House, as well as wartime agencies. No modern government was more thoroughly penetrated."
22. ↑  Nigel West, Venona, największa tajemnica zimnej wojny, Warszawa 2006, p.138.
23. ↑  
Eduard Mark. "Venona's Source 19 and the Trident Conference of May 1943: Diplomacy or Espionage?". Intelligence and National Security. London, Summer 1998, pp. 1-31
24. ↑  Romerstein, Herbert and Breindel, Eric. . Regnery Publishing. 2000: 214. ISBN 0-89526-275-4.
25. ↑  Haynes, John Earl and Klehr, Harvey. . Yale University Press. 1999: 205–206. ISBN 0-300-07771-8.
26. ↑  
 (PDF). From  "Report Of The Commission On Protecting And Reducing Government Secrecy". United States Government Printing Office: A–37. 1997. （原始内容 (PDF)存档于2007-06-29）. 外部链接存在于|work= (帮助)  "The complicity of Alger Hiss of the State Department seems settled. As does that of Harry Dexter White of the Treasury Department."
27. ↑  
Linder, Douglas. . 2003  [2006-06-27]. （原始内容存档于2006-06-19）.
28. ↑  
Moynihan, Daniel Patrick. . Yale University Press. 1998: 145–147. ISBN 0-300-08079-4.
29. ↑  See, for example:

Lowenthal.  (PDF). Intelligence and National Security: 119. Autumn 2000  [2006-09-13]. （原始内容存档 (PDF)于2006-09-09）.,

Navasky, Victor. . The Nation. 2001. （原始内容存档于2008-12-31）.,

Theoharis, Athan. . Ivan R. Dee. 2002  [2012-11-06]. ISBN 1-56663-420-2. （原始内容存档于2021-02-24）.
30. ↑  Yuri Modin, My Five Cambridge Friends, 1994, Ballantine, p. 190-199